# Перес Серер, Хосе
Хосе Перес Серер (исп. José Pérez Serer; род. 4 мая 1966 года, Куарт-де-лес-Вальс, Валенсия, Испания) — испанский футболист и тренер.

## Футбольная карьера
Выступал в качестве защитника за такие известные клубы, как «Барселона», «Мальорка», «Валенсия», «Вильярреал», провёл в общей сложности 114 матчей в испанской Примере и 90 матчей (1 гол) в Сегунде (сезоны 1992—1993, 1996—1997, 1997—1998, 1999—2000).
Воспитанник «Барселоны» (1981—1988), с 15 до 23 лет находился в системе «сине-гранатовых», в чемпионате за основу провёл только 1 матч в сезоне 1988—1989, выйдя на замену на 10 минут. Со следующего сезона выступал за «Мальорку», где стал игроком основы, также провёл 30 матчей в дебютном сезоне за «Валенсию» под руководством Гуса Хиддинка.

## Достижения в качестве игрока
Барселона
- Обладатель Кубка обладателей кубков УЕФА: 1989

## Тренерская карьера
В 34 года завершил карьеру игрока и начал работать тренером в академии «Валенсии». Возглавлял 2-й и 3-й составы клуба. Работал в Южной Корее техническим директором FC Bescola (первая официальная детская футбольная школа «Барселоны» в Корее). Летом 2012 года возглавил алматинский «Кайрат».